# Censo boliviano de 2024
El Censo Nacional de Población y Vivienda de Bolivia de 2024, conocido también como Censo de 2024, es un censo de población y vivienda que se llevó a cabo en Bolivia el 23 de marzo de 2024 en gran parte del país,el 25 de marzo de 2024 en algunas regiones de área rural, y  con procesamiento de datos el 26 de marzo de 2024, y los resultados se aplicaría en septiembre de 2024.
Este censo fue llevado a cabo por el Instituto Nacional de Estadística de Bolivia (INE). Es el décimo segundo censo de población, y el sexto censo de vivienda en toda la historia de Bolivia. Para su realización se registraron 745 mil censistas voluntarios en todo el territorio boliviano.

## Etapa pre-censal
| Costo económico de los censos | Costo económico de los censos | Costo económico de los censos   | Costo económico de los censos               | Costo económico de los censos |
| Año                           | Costo del censo (en dólares)  | Costo del censo (en bolivianos) | Tipo de cambio promedio en el año del censo | Ref.                          |
| ----------------------------- | ----------------------------- | ------------------------------- | ------------------------------------------- | ----------------------------- |
| Censo de 1992                 | 7 millones de dólares         | 27,2 millones de bolivianos     | 1 dólar = 3,89 bolivianos                   |                               |
| Censo de 2001                 | 11,7 millones de dólares      | 77,1 millones de bolivianos     | 1 dólar = 6,59 bolivianos                   |                               |
| Censo de 2012                 | 55,5 millones de dólares      | 380,7 millones de bolivianos    | 1 dólar = 6,86 bolivianos                   |                               |
| Censo de 2024                 | 83,9 millones de dólares      | 575,5 millones de bolivianos    | 1 dólar = 6,86 bolivianos                   | [ 9 ]                         |

### Postergación
El 13 de julio de 2022, el Consejo Nacional de Autonomías decidió postergar la realización del Censo Nacional de Población y Vivienda de Bolivia para el 23 de marzo de 2024. Esta postergación recibió críticas de parte de legisladores de la oposición, que criticaron la decisión. Una de las preocupaciones es el retraso que afectará las inversiones que cada departamento de Bolivia puede realizar según su población correspondiente. Para el 24 de julio de 2025, el Instituto Nacional de Estadística (INE) registró un avance del 95% en el procesamiento de los datos obtenidos en el operativo nacional del Censo de Población y Vivienda (Censo 2024).

## Resultados oficiales

### Departamentales
|  | 27,54 % |

|  | 27,03 % |

|  | 26,72 % |

|  | 26,42 % |

|  | 17,73 % |

|  | 17,52 % |

|  | 7,57 % |

|  | 8,23 % |

|  | 5,30 % |

|  | 5,78 % |

|  | 5,04 % |

|  | 4,92 % |

|  | 4,72 % |

|  | 4,81 % |

|  | 4,22 % |

|  | 4,19 % |

|  | 1,16 % |

|  | 1,10 % |

|  | 100 % |

|  | 100 % |

Departamentos de Bolivia según el 
tamaño de su población 
 (Censo 2024)
Fuente: Instituto Nacional de Estadística de Bolivia

### Por edad
|  | 0 % |

|  | 10,83 % |

|  | 0 % |

|  | 9,87 % |

|  | 0 % |

|  | 10,72 % |

|  | 0 % |

|  | 11,00 % |

|  | 0 % |

|  | 9,73 % |

|  | 0 % |

|  | 8,13 % |

|  | 0 % |

|  | 7,49 % |

|  | 0 % |

|  | 6,27 % |

|  | 0 % |

|  | 5,41 % |

|  | 0 % |

|  | 4,59 % |

|  | 0 % |

|  | 4,01 % |

|  | 0 % |

|  | 3,22 % |

|  | 0 % |

|  | 2,78 % |

|  | 0 % |

|  | 2,03 % |

|  | 0 % |

|  | 1,52 % |

|  | 0 % |

|  | 0,99 % |

|  | 0 % |

|  | 0,81 % |

|  | 0 % |

|  | 0,38 % |

|  | 0 % |

|  | 0,15 % |

|  | 0 % |

|  | 0,08 % |

|  | 0 % |

|  | 100 % |

## Controversias
Diferentes figuras políticas del país y la población en general han cuestionado los datos numéricos arrojados por el censo. Según el Instituto Nacional de Estadística de este país (INE) Bolivia tan sólo tendría 11.312 620 habitantes, esto según un informe preliminar presentado el 29 de agosto del 2024. Numerosas figuras políticas del país, como el expresidente Carlos Mesa han cuestionado los datos del censo y lo tildó como "poco seria". Por su parte, el alcalde de la ciudad de Santa Cruz de la Sierra Jhonny Fernández, considera que los datos del censo, "no reflejan la realidad". Otras figuras como el gobernador del Departamento de Santa Cruz Luis Fernando Camacho, directamente han catalogado las elecciones como un "fraude".